# تريفور هارت
تريفور هارت (بالإنجليزية: Trevor Hart)‏ (18 نوفمبر 1935 بملبورن في أستراليا - ) هو لاعب كريكت أسترالي. لعب مع فريق فكتوريا للكريكت.

## وصلات خارجية
- تريفور هارت على موقع إي آس بي آن كريك إنفو (الإنجليزية)